# 中村北斗
中村 北斗（なかむら ほくと、1985年7月10日 - ）は、長崎県諫早市出身の元プロサッカー選手、サッカー指導者。ポジションはディフェンダー（サイドバック）及びミッドフィールダー（ウイングバック、サイドハーフ、ボランチ）。
実兄は元プロ野球選手の中村隼人。

## 来歴

### プロ入り前
小学3年（8歳）でサッカーを始める。当時はFWを務めていた。高校サッカー界の名門、長崎県立国見高等学校へ進学。1年時からレギュラーを獲得する。ここでFWからボランチにコンバートされ、「エースキラー」として活躍。同期には平山相太、兵藤慎剛がいた。在籍中の3年間で全国高校サッカー選手権・総体・高円宮杯に優勝5回、準優勝2回の成績を残した。高校サッカー選手権の決勝戦に3年連続で先発フル出場しており、この記録を持つのは戦後の高校選手権史上、中村ただ一人である。

### アビスパ福岡
高校卒業後の2004年、当時J2のアビスパ福岡に入団。
1年目は出場機会を得られなかったが、翌2005年3月5日、J2第1節鳥栖戦で初出場・初先発。同月12日、同2節の水戸戦で初得点（2得点）を挙げた。同年6月には、大熊清監督の下、U-20日本代表としてワールドユース・オランダ大会に参加。右ウイングバックのレギュラーとして4試合にフル出場したが、オランダ戦では自身のサイドをクインシー・オウス＝アベイエに破られ、チームはベスト16で敗退した。福岡でのリーグ戦終盤には主にボランチとして出場を重ね、主力の一人としてチームを牽引。福岡の5年ぶりのJ1昇格に貢献した。
2006年も先発出場を続け、同年のJリーグ優秀新人賞を受賞。2008年の北京オリンピック出場を目指すU-21日本代表にも招集されていたが、2006年11月21日の親善試合対U-21韓国戦で相手選手との接触により右膝前十字靭帯を痛め、全治半年の重傷を負った。その後、長期のリハビリを経て、2007年7月7日のJ2第26節湘南戦にて公式戦復帰。しかし、先発出場となった同月15日のJ2第28節仙台戦で試合開始早々に 右膝内側半月板を負傷し、全治2ヶ月の重傷で戦線を離脱。
2008年2月、2度の重傷を乗り越え 実戦復帰。J2第2節水戸戦ではスピードに乗った攻撃でPKを獲得、同7節岐阜戦では得点を挙げるなど復調を印象付け、4月、1年5ヶ月ぶりにU-23代表に復帰。代表合宿で好プレーを見せ、翌5月のトゥーロン国際大会参加メンバーに選出されたが、北京オリンピックのメンバーからは外れた。
同年のリーグ戦では38試合に出場。当時、JFAアドバイザーを務めていたイビチャ・オシムは、中村の機動力あふれるプレーを評価し、ヨーロッパトップリーグで通用しうる長所を持つ選手の一人として名前を挙げていた。オフには千葉、横浜FM、FC東京からオファーを受け 争奪となった。2006年以降毎オフ、オファー受けていたが、トゥーロン国際大会以来、J1に在籍する同世代選手との成長の差を痛感し退団を決意。

### FC東京
2009年、FC東京に完全移籍。足首の痛みが長引き 出遅れたが、初のベンチ入りとなったJ1第12節横浜FM戦では、国見高の同期で親友の平山相太のアシストから 移籍後初得点を挙げ、これが決勝点となって勝利。J1では938日ぶりの得点となった。
東京移籍当初は守備的なユーティリティープレイヤーとしての起用が目されていたが、城福浩監督から強靭な精神力 や攻撃意識を 買われ、右サイドMFの石川直宏が負傷離脱したシーズン終盤はサイドアタッカーとしても起用された。直接FKのキッカーも担当し、地元・長崎で行なわれた天皇杯草津戦では無回転のブレ球FKによる直接ゴールを決め 勝利に貢献した。
2010年2月22日に入籍。同年7月に左SBを務める長友佑都が退団すると、城福、大熊（9月から就任）両監督から左SBとして先発起用されるようになった。また、右SBの徳永悠平をCBなどへスライドさせる形で右SBに配されることもあった。
2012年11月、古傷の右膝痛を抱えながらプレーを続けていたところ、同月J1第32節神戸戦で再び右膝内側半月板を損傷し離脱。2013年夏場にかけて復帰し、その後はベンチ入りを続けた。必死の調整を続け 復調を見せていたものの、公式戦出場は無いままこの年限りで退団となった。

### 大宮アルディージャ
U-20代表やFC東京で指導を受けた大熊からの誘いを受け、2014年より大宮アルディージャへ完全移籍。自身の希望する右SBと 選手層の薄い左SBの 両方に配された。

### 福岡復帰
2015年、古巣アビスパ福岡へ完全移籍。副将を担った。第38節徳島戦で3季ぶりの得点を挙げると、この試合を含め終盤の5試合で3得点と好調ぶりを見せ チームは8連勝に貢献。J1自動昇格に届かずも、3位でJ1昇格プレーオフ（PO）に臨んだ。PO決勝戦・4位C大阪戦では試合終了間際に同点弾を挙げ、年間順位で上回るチームを5年ぶりのJ1に導いた。

### V・ファーレン長崎
2018年より地元のV・ファーレン長崎に加入。
2020年1月31日、現役引退とアビスパ福岡U-18コーチ就任を発表。
12月6日、J2第39節福岡-金沢戦の試合後に引退セレモニーが行われた。

## 所属クラブ
ユース経歴
- 喜々津少年SSC (多良見町立喜々津小学校)[32]
- 長崎FC (多良見町立喜々津中学校)[32]
- 2001年 - 2003年 長崎県立国見高等学校

プロ経歴
- 2004年 - 2008年  アビスパ福岡
- 2009年 - 2013年  FC東京
- 2014年  大宮アルディージャ
- 2015年 - 2017年  アビスパ福岡
- 2018年 - 2019年  V・ファーレン長崎

## 個人成績
| 国内大会個人成績 | 国内大会個人成績 | 国内大会個人成績 | 国内大会個人成績 | 国内大会個人成績 | 国内大会個人成績 | 国内大会個人成績 | 国内大会個人成績           | 国内大会個人成績 | 国内大会個人成績 | 国内大会個人成績 | 国内大会個人成績 |
| 年度             | クラブ           | 背番号           | リーグ           | リーグ戦         | リーグ戦         | リーグ杯         | リーグ杯                   | オープン杯       | オープン杯       | 期間通算         | 期間通算         |
| 年度             | クラブ           | 背番号           | リーグ           | 出場             | 得点             | 出場             | 得点                       | 出場             | 得点             | 出場             | 得点             |
| 日本             | 日本             | 日本             | 日本             | リーグ戦         | リーグ戦         | リーグ杯         | リーグ杯                   | 天皇杯           | 天皇杯           | 期間通算         | 期間通算         |
| ---------------- | ---------------- | ---------------- | ---------------- | ---------------- | ---------------- | ---------------- | -------------------------- | ---------------- | ---------------- | ---------------- | ---------------- |
| 2001             | 国見高           | 22               | -                | -                | -                | -                | -                          | 2                | 0                | 2                | 0                |
| 2002             | 国見高           | 8                | -                | -                | -                | -                | -                          | 3                | 0                | 3                | 0                |
| 2003             | 国見高           | 8                | -                | -                | -                | -                | -                          | 2                | 0                | 2                | 0                |
| 2004             | 福岡             | 29               | J2               | 0                | 0                | -                | -                          | 0                | 0                | 0                | 0                |
| 2005             | 福岡             | 22               | J2               | 34               | 4                | -                | -                          | 0                | 0                | 34               | 4                |
| 2006             | 福岡             | 22               | J1               | 30               | 4                | 2                | 0                          | 1                | 0                | 33               | 4                |
| 2007             | 福岡             | 22               | J2               | 3                | 0                | -                | -                          | 0                | 0                | 3                | 0                |
| 2008             | 福岡             | 14               | J2               | 38               | 3                | -                | -                          | 1                | 0                | 39               | 3                |
| 2009             | FC東京           | 14               | J1               | 10               | 2                | 2                | 0                          | 2                | 1                | 14               | 3                |
| 2010             | FC東京           | 14               | J1               | 28               | 0                | 8                | 0                          | 2                | 0                | 38               | 0                |
| 2011             | FC東京           | 14               | J2               | 24               | 0                | -                | -                          | 4                | 0                | 28               | 0                |
| 2012             | FC東京           | 14               | J1               | 11               | 1                | 2                | 0                          | 0                | 0                | 13               | 1                |
| 2013             | FC東京           | 14               | J1               | 0                | 0                | 0                | 0                          | 0                | 0                | 0                | 0                |
| 2014             | 大宮             | 14               | J1               | 20               | 0                | 2                | 0                          | 1                | 0                | 23               | 0                |
| 2015             | 福岡             | 22               | J2               | 30               | 3                | -                | -                          | 1                | 0                | 31               | 3                |
| 2016             | 福岡             | 22               | J1               | 16               | 0                | 4                | 0                          | 1                | 0                | 21               | 0                |
| 2017             | 福岡             | 22               | J2               | 5                | 0                | -                | -                          | 2                | 0                | 7                | 0                |
| 2018             | 長崎             | 14               | J1               | 0                | 0                | 0                | 0                          | 0                | 0                | 0                | 0                |
| 2019             | 長崎             | 14               | J2               | 2                | 0                | 4                | 0                          | 1                | 0                | 7                | 0                |
| 通算             | 日本             | 日本             | J1               | 115              | 7                | 20               | 0                          | 7                | 1                | 142              | 8                |
| 通算             | 日本             | 日本             | J2               | 136              | 10               | 4                | 0\|\|\|9\|\|0\|\|149\|\|10 |                  |                  |                  |                  |
| 通算             | 日本             | 日本             | 他               | -                | -                | -                | -                          | 7                | 0                | 7                | 0                |
| 総通算           | 総通算           | 総通算           | 総通算           | 251              | 17               | 24               | 0                          | 23               | 1                | 298              | 18               |

| 国際大会個人成績 | 国際大会個人成績 | 国際大会個人成績 | 国際大会個人成績 | 国際大会個人成績 |
| 年度             | クラブ           | 背番号           | 出場             | 得点             |
| AFC              | AFC              | AFC              | ACL              | ACL              |
| ---------------- | ---------------- | ---------------- | ---------------- | ---------------- |
| 2012             | FC東京           | 14               | 0                | 0                |
| 通算             | AFC              | AFC              | 0                | 0                |

その他の国際公式戦
- 2010年
  - スルガ銀行チャンピオンシップ 1試合0得点

出場歴
- 2005年3月5日：J2初出場 - J2第1節 vsサガン鳥栖 (鳥栖)
- 2005年3月12日：J2初得点 - J2 第2節 vs水戸ホーリーホック (博多球)[7]
- 2006年3月5日：J1初出場 - J1第1節 vsジュビロ磐田 (エコパ)
- 2006年3月25日：J1初得点 - J1第5節 vsヴァンフォーレ甲府 (小瀬)
- 2008年10月5日：Jリーグ 100試合出場 - J2第39節 vs モンテディオ山形 (NDスタ)
- 2015年3月15日：Jリーグ 200試合出場 - J2第2節 vs 愛媛FC (ニンスタ)

## タイトル

### クラブ
長崎県立国見高等学校
- 全国高等学校サッカー選手権大会 2回 : (2001年、2003年)
- 高円宮杯全日本ユース(U-18)サッカー選手権大会 2回 : (2001年、2002年)
- 国際ユースサッカーin新潟 (2002年)
- 全国高等学校総合体育大会サッカー競技大会 (2003年)

FC東京
- Jリーグ・ヤマザキナビスコカップ (2009年)
- スルガ銀行チャンピオンシップ (2010年)
- Jリーグ ディビジョン2 (2011年)
- 天皇杯 JFA 全日本サッカー選手権大会 (2011年)

### 代表
U-18日本代表
- 国際ユースサッカーin新潟 (2003年)
- SBSカップ 国際ユースサッカー (2003年)

### 個人
- Jリーグ優秀新人賞 (2006年)

## 代表歴
- 2003年 U-18日本代表 - テルボルグ国際ユース大会、国際ユースサッカーin新潟（優勝）、SBSカップ（優勝）
- 2004年 U-19日本代表 - トゥーロン国際大会、AFCユース選手権2004（3位）
- 2005年 U-20日本代表 - 2005 FIFAワールドユース選手権（ベスト16）
- 2006年 U-21日本代表
- 2008年 U-23日本代表 - トゥーロン国際大会（4位）